# Das Inferno – Flammen über Berlin
Das Inferno – Flammen über Berlin ist ein deutscher Katastrophenfilm.

## Handlung
Nach einem Kabelbrand steht der Berliner Fernsehturm in Flammen. Bei der ersten Explosion sterben mehrere Menschen. Sie werden durch den Druck der Explosion aus dem Turm geschleudert oder verbrennen. Nachdem die Restaurantetage anfängt zu brennen, versuchen die Menschen verzweifelt zu den Aufzügen zu gelangen. Der Manager und die Angestellten versuchen die Besucher zu beruhigen, und sie auf die Rettungsplattform zu lotsen. Einige gelangen auf die Plattform, rennen aber verzweifelt wieder in den Turm. Tom, der seine große Liebe Katja Strasser aus dem Turm retten will, die in dem dortigen Restaurant arbeitet, schafft es, sich eine persönliche Schutzausrüstung sowie ein Atemschutzgerät anzueignen und in den Turm vorzudringen. Nachdem es mehrere Menschen in einem Kampf um den einzigen Aufzug hinein geschafft haben, fährt dieser nach unten. Der Antriebsmotor des Aufzugs wird durch eine weitere Explosion beschädigt. Der Aufzug stürzt ab und alle Insassen kommen ums Leben. Der Antriebsmotor bricht durch die Decke und zerstört das Treppenhaus. Mehrere Feuerwehrmänner sterben durch den Aufschlag des Motors, jedoch überleben Tom und Henning und schaffen es nach oben, in den Turm. Der Weg zur Rettungsplattform wird durch den Einsturz der Decke blockiert, wobei mehrere Menschen verschüttet und getötet werden, sodass nun alle Fluchtwege abgeschnitten sind. 17 Menschen werden durch das Feuer eingesperrt.
Der Hauptakteur des Films ist Tom, ein ehemaliger Feuerwehrmann, der unehrenhaft entlassen wurde, weil sein ehemaliger Chef, Branddirektor Horst Strasser, ihn für den Tod seines Sohnes verantwortlich machte.
Nach vielen vergeblichen Löschversuchen sieht Branddirektor Horst Strasser, der den Einsatz leitet, nur eine Chance, um das Feuer zu löschen: Er will die Kohlendioxid-Gasflaschen, die eigentlich für den Schutz der Computeranlagen im Obergeschoss zuständig sind, sprengen, um das Kohlendioxid im Turm zu verteilen und so das Feuer zu ersticken.
Um die Sprengsätze anzubringen, müssen Strasser und Tom zusammen in die oberen Etagen des Turms. Die Idee kommt dabei aber von Tom, der Plan funktioniert und die meisten Menschen können gerettet werden.

## Hintergründe
- Die Restaurantanlage wurde acht Wochen lang in einer Sporthalle in Vilnius, Litauen, nachgebaut, um die vielen Szenen mit offenem Feuer zu drehen.
- Die Berliner Feuerwehr hat die Arbeiten zu diesem Film unterstützt, so haben über 40 echte Feuerwehrleute der Berliner Feuerwehr am Außendreh in Berlin teilgenommen. Gedreht wurde auch in einer Feuerwache in Berlin.
- Bei seiner Erstausstrahlung am 21. Mai 2007 auf ProSieben erzielte der Film beim Gesamtpublikum einen Marktanteil von 12,8 Prozent durch 3,54 Millionen Zuschauer sowie 18,6 Prozent (2,07 Millionen Zuschauer) in der werberelevanten Zielgruppe.[2]
- Im Anschluss an die Erstausstrahlung des Films wurde Das Inferno Spezial – Wenn Türme zur Todesfalle werden gesendet.[3]

## Kritiken
- Lexikon des internationalen Films: „Öder Fernseh-Katastrophenfilm nach den üblichen Strickmustern.“[4][5]
- Quotenmeter: „Wer hier noch Lust verspürt, sich über 90 Minuten lang mit mäßigen Effekten und Schauspielern den Abend zu ‚versüßen‘, sollte auf jeden Fall einschalten. Allen anderen sei an dieser Stelle auf das Konkurrenzprogramm verwiesen.“[6]